# Futbolín

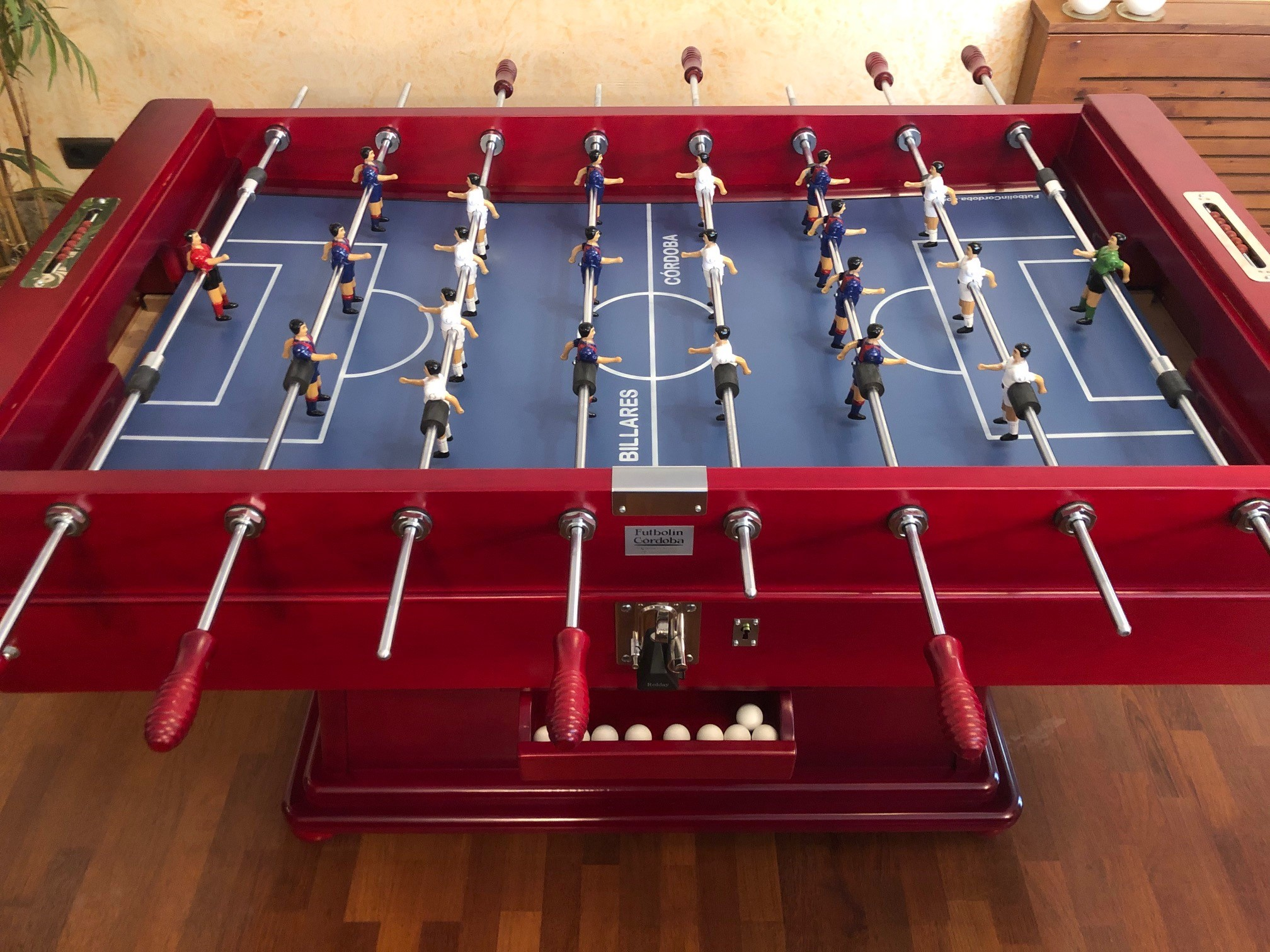
Futbolín

El futbolín o futbolito es un juego de mesa basado en el fútbol. Se juega sobre una mesa especial sobre la cual ejes transversales con palancas con forma de jugador son girados por los jugadores para golpear una pelota.
En España existen dos tipos diferentes de juego, habiéndose creado paralelamente un tipo de fútbol de mesa diferente al inglés, con diferentes medidas. Mientras que en el fútbol de mesa internacional los jugadores tienen las piernas juntas, en España la mayoría son con las piernas separadas.

## Orígenes
La atribución de la invención del futbolín está muy disputada, existiendo múltiples patentes registradas de variantes más o menos similares a la utilizada en España.
Se ha dicho [cita requerida] que la primera patente del futbolín fecha de 1880-1890 en España, donde se creó un modelo de pequeñas dimensiones con los jugadores con sus piernas unidas.
Posteriormente en España se inventaba otro tipo de futbolín cuyos muñecos tenían las piernas separadas. La idea fue del gallego Alejandro Finisterre, conocida gracias al relato difundido por él mismo, según el cual recordaba que, tras resultar herido durante uno de los bombardeos de Madrid durante la guerra civil española, vio en el hospital que muchos niños heridos como él no podían, por ejemplo, jugar al fútbol. Entonces se le ocurrió la idea del futbolín, basándose en otros juegos de mesa. Alejandro confió a su amigo Francisco Javier Altuna, de oficio carpintero, la realización del primer futbolín siguiendo sus instrucciones. Aunque la invención se patentó en 1937, Finisterre tuvo que exiliarse a Francia a causa del triunfo franquista en la guerra, perdiendo los papeles de la patente en una tormenta, por lo que no hay forma de saber cómo era este diseño original ni su forma o medidas. Después de exiliarse en América del Sur, introdujo algunos cambios (como las barras de acero),[cita requerida] y divulgó el juego por el continente.
El juego se expandió rápidamente por la península ibérica. Tanto es así, que en la década de los 60, cuando Alejandro Finisterre volvió a España, el juego se había extendido ampliamente, a pesar de que gran parte de esta divulgación se debiera al hecho de que los fabricantes valencianos asumieran el juego como nacional (de España).

## El juego
Los jugadores tratan de utilizar los muñecos montados en barras rotantes para golpear la bola hacia la meta del contrincante. La bola del fútbol de mesa puede alcanzar velocidades de hasta 120 km/h en competición. La mayoría del tiempo se hace difícil incluso ver la bola, puesto que no parece más que una imagen borrosa. El deporte requiere reflejos rápidos, un tacto delicado, una gran habilidad, y el control y el conocimiento finos de las técnicas del juego.
En el futbolín es fundamental saber 'lanzar' la bola, y no perder el control de la misma cuando ésta se está moviendo. Cuando el jugador, atravesado con una barra, tiene posesión de la misma, la tiene que pasar al resto de compañeros hasta conseguir poder 'tirar a puerta'. 
El campeón en el futbolín se determina cuando un equipo anota un número predeterminado de goles, por ejemplo 7 o 9. En la competición, se cuenta cada bola que entra en la portería, siempre y cuando los jugadores del equipo que anota no rompan alguna regla del juego para conseguir el tanto. En los grandes acontecimientos hay árbitros que determinan las infracciones y penaltis.

### Tipos de futbolín
En España coexisten dos tipos de futbolines: 
- El modelo español, con el campo curvado descendente hacia el centro y los muñecos metálicos con las piernas abiertas.

- El modelo internacional, con los muñecos de plástico o madera y con las piernas juntas (fútbol de mesa).

Cada uno tiene su propia competición y sus propias reglas. Todo ello está recogido en la página de la Federación Española de Futbolín.
El futbolín de dos piernas no se utiliza en competencias internacionales.

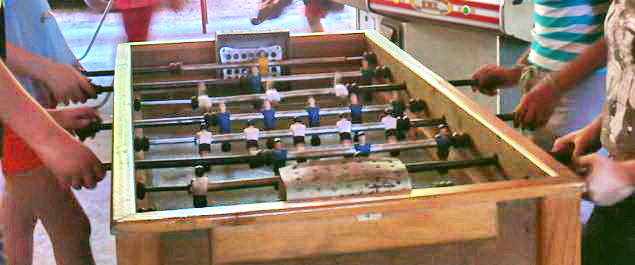
Jóvenes jugando al fútbol de mesa (taca taca) en una mesa pública en Chile.

Internacionalmente, existe un gran número de mesas diferentes. Los usados en las giras mundiales y torneos oficiales de la Federación Internacional (ITSF) son Bonzini de Francia, Fireball de China, Roberto-Sport de Italia, Leonhart de Alemania y Garlando de Italia. Se ha creado un futbolín español llamado "Supra" de la marca Sam, reconocido por la Federación Española, y que próximamente se presentará como modelo oficial de la Federación Internacional. 
Existen otras marcas importantes, entre las que se incluyen, Kicker, Garlando, Löwen-Soccer, Warrior, Lehmacher y muchas más. También existe un fútbol de mesa de 7 metros de largo creado por el artista Maurizio Cattelan para una obra llamada Stadium. Se necesitan 11 jugadores por cada lado.
Las diferencias en los tipos de mesas tienen una gran influencia en los estilos que se juegan. La mayoría de las mesas tienen un portero cuyos movimientos están restringidos al área de la portería. En esas mesas el portero no es capaz de coger la bola una vez que se sale fuera del área. Otra diferencia importante se encuentra en las bolas, que se pueden hacer de corcho, plástico o incluso mármol y metal, variando mucho la velocidad de los disparos, así como la interacción entre el jugador y la bola.Todas las mesas o campos de juego poseen un desnivel de 1 grado en la zona de portería y medio campo para facilitar el movimiento de la pelota. En los torneos se suele regular esta disposición según la modalidad de juego (véanse modalidades de juego). 
La estrategia en el futbolín varía enormemente. Con equipos de un jugador cada uno, es imposible que cada persona controle las cuatro filas de futbolistas simultáneamente. Algunos jugadores ponen la mano izquierda siempre en la empuñadura de la barra del portero o en la defensa y mueven la mano derecha entre las otras tres filas. Los jugadores más agresivos pueden realizar un ataque con las manos en el centro del campo y en los delanteros, dejando el portero sin tocar.
Con la creación de la Federación Española, su presidente fundador, Tomás Fernández, introdujo la competición internacional en España, y logró unir las distintas competiciones regionales que existían hasta el momento, dotándolas de un reglamento unificado; denominando al modelo español como futbolín de "dos piernas" y al internacional de "una pierna" (haciendo referencia a las piernas separadas o unidas de los muñecos del mismo).
Actualmente los futbolines oficiales de la Federación Española son el Futbolín Linares para dos piernas y el Futbolín Supra para una pierna.

### Disposición de los jugadores
Cada equipo de 1 o 2 jugadores humanos controla 4 filas de jugadores de futbolín.
Los jugadores pueden terminar en una única protuberancia (futbolín de una pierna o internacional) o tener las piernas abiertas (futbolín de dos piernas o nacional).
Una mesa de futbolín de dos piernas puede variar de tamaño, pero mide típicamente sobre 1,22 metros de largo por 0,61 metros de ancho. La mesa tiene generalmente 8 filas de jugadores, que son de plástico, metal, madera, o a veces de fibra de carbono, montados en barras metálicas horizontales.
El orden oficial de los jugadores es estándar.
En la distribución oficial internacionalmente de izquierda a derecha en un lado de la mesa, se observa:
| Fila 1 | Nuestro portero                      | 1 jugador   | *         |
| Fila 2 | Nuestra defensa                      | 2 jugadores | * *       |
| Fila 3 | Ataque del equipo contrario          | 3 jugadores | * * *     |
| Fila 4 | Nuestros centrocampistas             | 5 jugadores | * * * * * |
| Fila 5 | Centrocampistas del equipo contrario | 5 jugadores | * * * * * |
| Fila 6 | Nuestros delanteros                  | 3 jugadores | * * *     |
| Fila 7 | Defensa del equipo contrario         | 2 jugadores | * *       |
| Fila 8 | Portero del equipo contrario         | 1 jugador   | *         |

En la disposición oficial española, la mesa vista desde nuestro lado sería la siguiente:
| Fila 1 | Nuestro portero                      | 1 jugador   | *       |
| Fila 2 | Nuestra defensa                      | 3 jugadores | * * *   |
| Fila 3 | Ataque del equipo contrario          | 4 jugadores | * * * * |
| Fila 4 | Nuestros centrocampistas             | 3 jugadores | * * *   |
| Fila 5 | Centrocampistas del equipo contrario | 3 jugadores | * * *   |
| Fila 6 | Nuestros delanteros                  | 4 jugadores | * * * * |
| Fila 7 | Defensa del equipo contrario         | 3 jugadores | * * *   |
| Fila 8 | Portero del equipo contrario         | 1 jugador   | *       |

Los muñecos se pueden cambiar de sus posiciones, y eso hace que se puedan encontrar en diversas posiciones como 1-2-3-5 (siendo esta versión la típica de la zona de Levante) o de otras maneras, según el modo de jugar elegido.
El fútbol de mesa es jugado a menudo como diversión en pubs, bares, lugares de trabajo, colegios y clubes con unas pocas reglas. Las Reglas Oficiales de la FEFM incluyen a menudo la prohibición de girar un jugador más de una vuelta, por lo que la mano se debe mantener en contacto continuo con la empuñadura.
En cuanto a las Reglas oficiales, se pueden consultar en la Federación Española de Futbolín (F.E.F.M.)

### Modalidades de juego
En España hay dos modalidades de juego reconocidas por la Federación Española, tanto para futbolines con jugadores con una pierna como para futbolines con jugadores con dos piernas.
En el futbolín de 2 piernas se desarrollaron dos modalidades de juego: movimiento o parado. Ambas modalidades se juegan por todo el territorio nacional, aunque en Canarias,  Cataluña, Comunidad Valenciana, Aragón y algunas zonas de Galicia es más popular la modalidad con cambios (o de bola parada). En la modalidad de parado, los jugadores pueden retener la bola en la delantera (pudiendo pasar la bola de un jugador a otro) hasta que el jugador considera que tiene una buena ocasión para tirar (videos con jugadas en la modalidad de parado con un futbolín auténtico). En cambio, en la modalidad de movimiento, la bola no se puede retener en ninguna de las barras y sólo se puede tocar la bola una vez en la delantera, si la bola entrase en la portería tras haber realizado 2 toques, el gol sería anulado. Ambas modalidades requieren de gran destreza para realizar las jugadas. Estas dos modalidades son para los futbolines de La Costa, Vals, Presas, Delgado, etc. Para los futbolines de madera, aunque popularmente no vale meter gol con la media ni con el hueco o guarra, en los campeonatos es lícito meter gol con ellos. 
Los futbolines de 1 pierna de modelos extranjeros (Garlando, Tornado, Tecball, P4p), técnicamente están mejor diseñados que los futbolines de madera "de toda la vida" y por ende también sus reglas, contando con unas reglas internacionales muy completas disponibles en la página de la ITSF.

### En España
Anteriormente había varios campeonatos nacionales en España, aunque de futbolines no oficiales, pudiéndose destacar los siguientes por su número de participantes  (en algunos casos, podían asistir más de 200 personas):
- Campeonato Regional de Barcelona en San Cugat del Vallés, en Futbolín Cal Sebas. Se llevan jugadas tres ediciones con miras hacia la cuarta con la mayor afluencia de público de la provincia, modalidad parado.
- El llamado Campeonato Mundial de Futbolín en Punta Umbría (Huelva), donde participan amateurs individuales que se registren allí, se suele celebrar a finales del mes de agosto.
- Campeonato de Futbolín de Almazora (Castellón), se suele celebrar sobre la tercera semana de agosto, modalidad movimiento. También hay campeonato femenino.
- Méster de Rábade (Lugo), siempre en Semana Santa.
- Torneo de Futbolín en Palencia, en diciembre.
- Torneo San Antolín de Futbolín, 2 de septiembre (Palencia).
- Másteres de la Tertulia
- Torneo Fiestas Colegiales Maristas Cristo Rey (al final de junio)

Actualmente se realizan dos torneos importantes en cada modalidad, el Torneo de Verano y la Final de España. En la modalidad de una pierna se realiza un Campeonato Nacional en verano en Toledo y la Final de España en noviembre en Madrid. En la modalidad de dos piernas se realiza el torneo "Mundial de Punta Umbria" y la Final de España en Benidorm, que reúne a más de 600 personas en torno al futbolín.
Toda la competición oficial se publica en la página web de la Federación Española de Futbolín www.fefm.es 

## Federación Española de Futbolín
La Federación Española de Futbolín (FEDF) con sede en Murcia es la entidad que rige la competición de futbolín en España.
Algunas empresas han intentado trasmitir información falsa para conseguir publicidad engañosa en los medios, pero todas ellas posteriormente han sido desacreditadas. Ejemplos como la "U.Federación Española de Futbolín", empresa creada por un empresario de Alhama de Murcia que incluso llegó a estampar ilegalmente "Federación Española de Futbolín" en sus futbolines y que posteriormente tuvo que añadirle una "U" anterior a la misma.